# Valentin Coca
Valentin Coca (n. 9 februarie 1987, Timișoara⁠(d), Republica Socialistă România, România) este un fotbalist român care joacă pentru SV Cosmos Aystetten.